# Olivier Schmitthaeusler
Olivier Michel Marie Schmitthaeusler M.E.P. (sinh ngày 26 tháng 6 năm 1970) là một giám chức người Campuchia gốc Pháp của Giáo hội Công giáo. Ông giữ chức Giám mục Hiệu tòa Catabum castra từ tháng 12 năm 2009 và chức Đại diện tông tòa Địa phận Phnôm Pênh từ tháng 10 năm 2010. Trước đó, ông là Tổng đại diện của Địa phận Phnôm Pênh từ năm 2007 đến năm 2009 và là Phó Đại diện Tông tòa Địa phận Phnôm Pênh từ năm 2009 đến khi kế nhiệm cố Giám mục Émile Destombes vào năm 2010 sau khi vị này từ nhiệm vì lý do tuổi già. Giám mục Schmitthaeusler sinh sống và làm việc tại Campuchia từ năm 1998 đến nay và trở thành công dân Campuchia vào năm 2010. Khẩu hiệu giám mục của ông là "Tình yêu Đức Kitô thúc bách chúng tôi" (2 Côrintô 5:14).

## Thân thế và tu tập
Olivier Schmitthaeusler sinh ngày 26 tháng 6 năm 1970 tại thành phố Strasbourg, tỉnh Bas-Rhin, thuộc miền Alsace nước Pháp. Song thân Giám mục Schmitthaeusler là ông Roland Schmitthaeusler, người trở thành phó tế vĩnh viễn thuộc Giáo phận Strasbourg khi Olivier lên 16 tuổi, và  bà Christine, một giáo lý viên. Ông là con trai cả trong gia đình có 4 người con, gồm 3 nam và 1 nữ, và đã bộc lộ chí hướng tu trì từ khi mới 7 tuổi. Vào năm 1989, sau khi đậu tú tài ban Khoa học, ông theo học ngành Triết học và Thần học tại Đại chủng viện Strasbourg một thời gian rồi sang Nhật Bản để hợp tác với Viện Đại học Công giáo Eichi (nay mang tên Thánh Tôma) tại Tổng giáo phận Ōsaka từ năm 1991 đến năm 1994. Trong ba năm sinh sống tại Nhật Bản, ông say mê học hỏi về hai vị thừa sai của Hội Thừa sai Paris từng hoạt động tại Nhật Bản – Giám mục Bernard Petitjean và Linh mục Marc Marie de Rotz – cũng như di sản mà họ để lại và dần dần nhận ra được ơn gọi của mình là phục vụ Hội thánh tại châu Á. Đây cũng là nguồn động lực quan trọng thúc đẩy ông gia nhập Hội Thừa sai Paris vào năm 1994. Sau đó ông trở về nước để tiếp tục chương trình học và lãnh văn bằng Thạc sĩ Thần học căn bản năm 1996. Chủng sinh Schmitthaeusler được phong chức phó tế trong Hội Thừa sai Paris vào tháng 6 cùng năm và được vị Bề trên Tổng quyền của Hội giao nhiệm vụ làm việc thừa sai tại Campuchia. Ông tiếp tục học tập, nghiên cứu tại Strasbourg từ năm 1997 và đến năm 1998 thì lãnh văn bằng Thạc sĩ Thực hành (DEA) Thần học Công giáo và Thạc sĩ Thần học Thánh kinh và Thần học Hệ thống.

## Linh mục
Vào ngày 28 tháng 6 năm 1998, Phó tế Schmitthaeusler được truyền chức linh mục tại Nhà thờ chính tòa Strasbourg và trở thành linh mục thuộc Hội Thừa sai Paris. Đến ngày 9 tháng 11 cùng năm, ông đặt chân tới Campuchia và bắt đầu sứ vụ rao giảng của mình tại tỉnh Tà Keo, miền nam nước Campuchia. Ông dành thời gian học tập ngôn ngữ bản địa từ năm 1998 đến năm 2001 và sau đó được đấng bản quyền bổ nhiệm làm Linh mục phụ trách giáo xứ Kampot-Tà Keo mới được thiết lập. Từ năm 2003 đến năm 2005, Linh mục Schmitthaeusler làm giảng viên môn Lịch sử Giáo hội tại Đại chủng viện Thánh Gioan-Maria Vianney, thành phố Phnôm Pênh. Vào năm 2005, ông được điều về chuyên lo rao giảng tại tỉnh Takeo và được bổ nhiệm làm Linh mục chánh sở giáo xứ Đức Mẹ Mỉm Cười (phum Chamkar Teang, tỉnh Tà Keo), nơi chỉ có duy nhất một Kitô hữu lúc ông mới nhậm chức. Vào năm 2007, ông được bổ nhiệm làm Tổng đại diện của Địa phận Phnôm Pênh và đến năm 2008 thì được đặt làm Thư ký Hội đồng Giám mục Campuchia.

## Giám mục
Vào ngày 24 tháng 12 năm 2009, Giáo tông Benedictus XVI đã bổ nhiệm Linh mục Schmitthaeusler làm Phó Đại diện Tông tòa Địa phận Phnôm Pênh. Thánh lễ truyền chức giám mục cho Giám mục Schmitthaeusler được cử hành cách trọng thể vào ngày 20 tháng 3 năm 2010 tại Nhà thể thao của Trường Nam sinh Trung cấp kỹ thuật Don Bosco, thành phố Phnôm Pênh, với vị chủ phong là Giám mục Émile Destombes. Khẩu hiệu của vị tân giám mục – "Tình yêu Đức Kitô thúc bách chúng tôi" (2 Côrintô 5:14) – nêu bật rằng chủ nghĩa thực dụng nơi ông không bao giờ đi rời khỏi tình yêu sâu sắc mà ông dành cho Chúa Giêsu và cho Hội thánh. Ông được bổ nhiệm làm Đại diện Tông tòa Địa phận Phnôm Pênh vào ngày 10 tháng 10 năm 2010 sau khi Giáo tông Benedictus XVI chấp thuận đơn xin từ nhiệm của Giám mục Émile Destombes.

## Hoạt động chính

### Giáo dục
Suốt thời gian làm Linh mục cũng như sau khi được truyền chức giám mục, Giám mục Schmitthaeusler luôn đặt giáo dục làm ưu tiên trong sứ vụ truyền giáo. Trong một buổi phỏng vấn, ông từng cho biết rằng: 
Sứ vụ [của Hội thánh] là rao giảng Tin Lành qua việc đào tạo con người để trở nên phát triển tối đa và trong mọi mặt của đời sống. Tin Lành phải được đặt vào tâm hồn mỗi người, tạo điều kiện cho họ phát triển và tìm con đường cho riêng mình. Nếu con đường của họ là đường của Chúa, thì nó sẽ dẫn tới hạnh phúc. Và nếu không, thì nó phải nên dẫn dắt họ tìm đến niềm hành phúc của cuộc đời và giúp họ phấn đấu vươn lên. 
Vào đầu thập niên 2000, khi mới về hoạt động tại miền truyền giáo, Tà Keo vẫn còn là một tỉnh nghèo với cơ sở vật chất giáo dục thiếu thốn. Vì vậy, vào đầu năm 2002, Giám mục đương nhiệm của Địa phận Phnôm Pênh là Émile Destombes đã thiết lập Ủy ban Giáo dục Công giáo và đặt Linh mục Schmitthaeusler làm lãnh đạo, với mục tiêu nghiên cứu nền giáo dục thích hợp dành cho người Khmer. Không lâu sau, Linh mục Schmitthaeusler đã cho ra đời Trường mầm non Thánh Têrêxa (2002) để đáp ứng nhu cầu học tập bậc mầm non của khu vực và Trường trung học-cao đẳng nghề Thánh Phanxicô (2003), nơi các em học sinh vùng lúa nước được giảng dạy về nông nghiệp, nghề lụa và nghề văn phòng. Vào năm 2009, ông khánh thành Trường đại học Thánh Phaolô tại khum Angk Ta Saom, tỉnh Tà Keo, nơi đào tạo các sinh viên trong lĩnh vực nông nghiệp, công nghệ thông tin, văn học Anh ngữ, công tác xã hội và du lịch.

### Bác ái
Vào năm 2006, Linh mục Schmitthaeusler khánh thành Trung tâm Đức Thánh Cha Ioannes Paulus II vì Sự sống tại Phnom Voah để hỗ trợ các gia đình có bệnh nhân bị AIDS. Ông cũng khánh thành một "ngôi làng hòa bình" gần nhà thờ Đức Mẹ Mỉm Cười vào năm 2011 với một trường mầm non cùng nhiều căn nhà dành cho các người già cả và gia đình có bệnh nhân bị AIDS.

### Rao giảng Tin Mừng
Giám mục Schmitthaeusler, khi đó còn làm Linh mục chính xứ tại tỉnh Tà Keo, từng có nhiều hoạt động để rao giảng Tin Mừng cho những người ngoại đạo và xây dựng lòng tin đối với cộng đồng Phật giáo tại địa phương. Ông từng cho biết rằng sau nhiều thập kỷ chịu sự bách hại về tôn giáo trong mọi mặt, ngày nay người Khmer đã trở nên cởi mở hơn với các tôn giáo, đặc biệt là đạo Công giáo, trong công cuộc khôi phục các truyền thống và tập tục của dân tộc mình.

## Tông truyền
Giám mục Olivier Schmitthaeusler M.E.P. được truyền chức giám mục vào năm 2009, dưới thời Giáo tông Benedictus XVI, bởi:
- Chủ phong: Giám mục Émile Destombes M.E.P., Giám mục Hiệu tòa Altava, Đại diện Tông tòa Phnôm Pênh.
- Hai vị phụ phong: Tổng giám mục Salvatore Pennacchio, Tổng giám mục Hiệu tòa Montemarano, Sứ thần Tòa thánh tại Campuchia và Giám mục Christian Kratz [fr], Giám mục Hiệu tòa Themisonium, Giám mục phụ tá Tổng giáo phận Strasbourg.

## Vinh dự
- Campuchia:
  -  Bội tinh Công huân Quốc gia[20]
  -  Huân chương Hoàng gia Sahametrei đệ nhất hạng[20][21]
  -  Huân chương Hoàng gia Monisaraphon đệ nhất hạng[20]
  -  Huân chương Hoàng gia Monisaraphon đệ tam hạng[20]
  -  Huy chương Kiến thiết Quốc gia hạng vàng[22]